# أسوار (مسلسل)
أسوار هو مسلسل تلفزيوني سعودي قصّة وإشراف المنتج والفنّان السّعوديّ حسن عسيري قرر عرض المسلسل في رمضان 2006 على قناة إم بي سي الّتي أنتجته، لكنّه عُرِض أوّل مرّة على قناة الدّيرة الفضائيّة في 24 سبتمبر 2006 بعد أن خشيت إم بي سي عرضه في البداية قبل أن تقرر عرضه في النهاية على قناتها عام 2007، وقد تمّ تصوير أغلب أحداث المسلسل في درّة العروس بجدّة في السّعوديّة وجزء منه في فيينا بالنّمسا. فيما قام بغناء شارته الفنّان عبّاس إبراهيم، وكانت تلك تجربته الأولى في غناء شارات المسلسلات الدّراميّة.
يعتبر مسلسل أسوار أوّل مسلسل سعودي تجرّأ على طرح القضايا الّتي اعتبرها المحافظون في السّعوديّة غير أخلاقيّة وخادشة للحياء، وكان الهدف الرّئيسيّ منه هو مناقشة مشكلة السّائق، وقيادة المرأة للسّيّارة في السّعودية.

## قصة
قامت بأداء دور الفتاة الفنّانة ميساء مغربي بدور (سندس) بينما قام الفنّان محمد بكر بدور السّائق الأجنبيّ (سيلا).
تدور أحداث القصة حول علاقى حب تربط فتاة سعودية محافظة بسائق العائلة الأجنبيّ لدرجة دخولها في علاقة سرّيّة معه لكن بمجرّد أن يكتشف شقيقها بعلاقتها يسارع للتّخلّص منها بقتلها ودفنها لإخفاء عارها، لكنّها تعود إليهم حيّة وقد فقدت عقلها لينتهي بها الأمر إلى الانتحار وموت السّائق في حادث سيّارة لحظة هروبه.

## البطولة
- حسن عسيري
- غانم الصالح
- أسمهان توفيق
- زهرة عرفات
- ميساء مغربي
- محمد بكر
- عبير أحمد
- سعيد قريش
- عبد الرحمن العقل
- علي السبع
- عبد العزيز السكيرين
- أحمد الحازمي

## أصداء
أحدث المسلسل ضجة كبيرة عقب عرضه في السعودية بسبب جرأته في طرح قضايا في مجتمع سّعوديّ محافظ.، نذكر منها أكثر ما أثار الجدل:
- دخول رجل وهو سعوديّ مسلم إلى إحدى الكنائس المسيحيّة في أحد الدّول الأوروبيّة.
- تجمّع شباب وفتيات في الشّاليهات للرّقص وشرب الخمر.
- غرام فتاة بسائق العائلة الأجنبيّ وحبّها له ودخولها في علاقة سرّيّة معه.

## وصلات خارجية
- ربورتاج بثّته قناة العربيّة حول مسلسل أسوار
- مُشاهدة المُسلسل عبر منصّة ""شاهد"

## المراجِع
1. ↑  "حسن عسيري - انتاج فيلموجرافيا، صور، فيديو". elCinema.com. مؤرشف من الأصل في 2023-03-30. اطلع عليه بتاريخ 2023-03-30.
2. ↑  "قناة ديرة تعرض مسلسل (أسوار)". www.al-jazirah.com. مؤرشف من الأصل في 2023-03-30. اطلع عليه بتاريخ 2023-03-30.
3. ↑  تواريخ العرض: مسلسل - أسوار ج1 - 2006، مؤرشف من الأصل في 2023-03-30، اطلع عليه بتاريخ 2023-03-30
4. ↑  "مسلسل (أسوار) يطرح قضية حساسة في المجتمع ويبحث في إشكالات السائق وقيادة المرأة للسيارة". جريدة الرّياض. 13/12/2006. مؤرشف من الأصل في 2020-02-25. {{استشهاد ويب}}: تحقق من التاريخ في: |تاريخ= (مساعدة)
5. ↑  "عباس إبراهيم يغني مقدمة مسلسل ' أسوار '". جريدة القبس. مؤرشف من الأصل في 2023-03-30. اطلع عليه بتاريخ 2023-03-30.
6. ↑  "مسلسل (أسوار) يطرح قضية حساسة في المجتمع ويبحث في إشكالات السائق وقيادة المرأة للسيارة". منتدى البحرين اليوم (بar-BH). Archived from the original on 2023-03-30. Retrieved 2023-03-30.{{استشهاد ويب}}:  صيانة الاستشهاد: لغة غير مدعومة (link)
7. ↑  "أسوار ميساء مغربي يخترق الاغتصاب والسحر". مغرس. مؤرشف من الأصل في 2023-03-30. اطلع عليه بتاريخ 2023-03-30.
8. ↑  "ميساء مغربي تقدم دورا جريئا عن فتاة تقع في غرام السائق". جريدة الرياض. مؤرشف من الأصل في 2023-03-30.
9. ↑  "مسلسل (أسوار) يطرح قضايا حساسة في المجتمع السعودي". جريدة الرّياض. مؤرشف من الأصل في 2023-03-30.